# Julius J. Lipner
Julius J. Lipner (11 giugno 1946) è un indologo indiano di origine ceca.
Allievo di Richard De Smet, è stato professore di Induismo e Studio comparato delle religione all'Università di Cambridge.

## Biografia
Julius Lipner è nato e cresciuto in India e trascorse la maggior parte della sua giovinezza nel Bengala occidentale. Dopo gli studi in India, ha conseguito la licenza in teologia (summa cum laude) presso il Pontificio Ateneo (ora Jnana Deepa Vidyapith) di Pune, e ha poi trascorso due anni a studiare per un master in filosofia indiana e occidentale presso la Jadavpur University di Kolkata/Calcutta.
Prima di sostenere gli esami finali, è stato invitato dal filosofo H.D. Lewis a intraprendere una ricerca di dottorato (sotto la sua supervisione) sulla filosofia del Sé con riferimento al pensiero indiano e occidentale, presso il King's College London.
Lipner ha conseguito il dottorato di ricerca nel 1974 e ha trascorso poco più di un anno come docente di religione indiana presso l'Università di Birmingham, prima di essere nominato nel 1975 all'Università di Cambridge, dalla quale è andato in pensione come professore di Induismo e Studio comparato della religione alla fine del 2013.
Lipner ha al suo attivo numerose pubblicazioni nei suoi campi di specializzazione, tra cui 12 volumi (di cui è autore, coautore e curatore) e più di 80 articoli e traduzioni.
Ha tenuto numerose conferenze nel Regno Unito e all'estero ed è stato nominato professore ospite in diverse università a livello nazionale e internazionale. Ha partecipato a numerose trasmissioni radiofoniche e televisive ed è membro del comitato editoriale di diverse riviste internazionali.
I suoi campi di studio specifici sono il pensiero vedantico, il Bengala del XIX secolo e il dialogo interculturale e interreligioso, con particolare riferimento alle tradizioni induista e cristiana. Il suo ultimo progetto di ricerca è stato la teoria e la pratica del culto delle immagini indù.
Lipner è fellow emerito ed ex vicepresidente di Clare Hall, un college post-laurea dell'Università di Cambridge. Nel 2008 è diventato fellow della British Academy.

## Vita privata
Lipner ha sposato la moglie bengalese Anindita nel 1971; la coppia ha due figli e sei nipoti.

## Pubblicazioni
- The Face of Truth: a Study of Meaning and Metaphysics in the Vedantic Theology of Ramanuja, 1976, unico autore;
- Hindu Ethics: Purity, Abortion and Euthanasia, 1989, co-autore;
- Brahmabandhab Upadhyay: The Life and Thought of a Revolutionary, 1999; unico autore (questo libro è stato premiato come “Miglior libro in studi induisti-cristiani 1997-1999” dalla Society for Hindu-Christian Studies, affiliata all'American Academy of Religion);
- Anandamath, or The Sacred Brotherhood, Oxford University Press, 2005; traduttore e curatore (questo libro contiene una traduzione integrale in inglese del famoso romanzo bengalese del XIX secolo di Bankim Chatterji, con un'ampia introduzione e un apparato critico, e ha ricevuto l'A.K. Ramanujan Book Prize for Translation assegnato dal South Asia Council dell'Association for Asian Studies negli Stati Uniti)
- due edizioni di Hindus: their religious beliefs and practices, 1994 e 2010 (autore unico), la seconda edizione è una versione completamente rivista e sostanzialmente ampliata della prima.
- Hindu Images and their Worship with special reference to Vaiṣṇavism: A Philosophical-Theological Inquiry, Routledge, 2017; unico autore.